# Prada
Die Prada S.p.A., ursprünglich Fratelli Prada (deutsch „Gebrüder Prada“), wurde 1913 von Mario Prada und seinem Bruder Martino gegründet und ist ein italienisches Mode- und Lederwarenunternehmen mit Sitz in Mailand. Prada ist eine Marke der Prada S.p.A.

## Geschichte

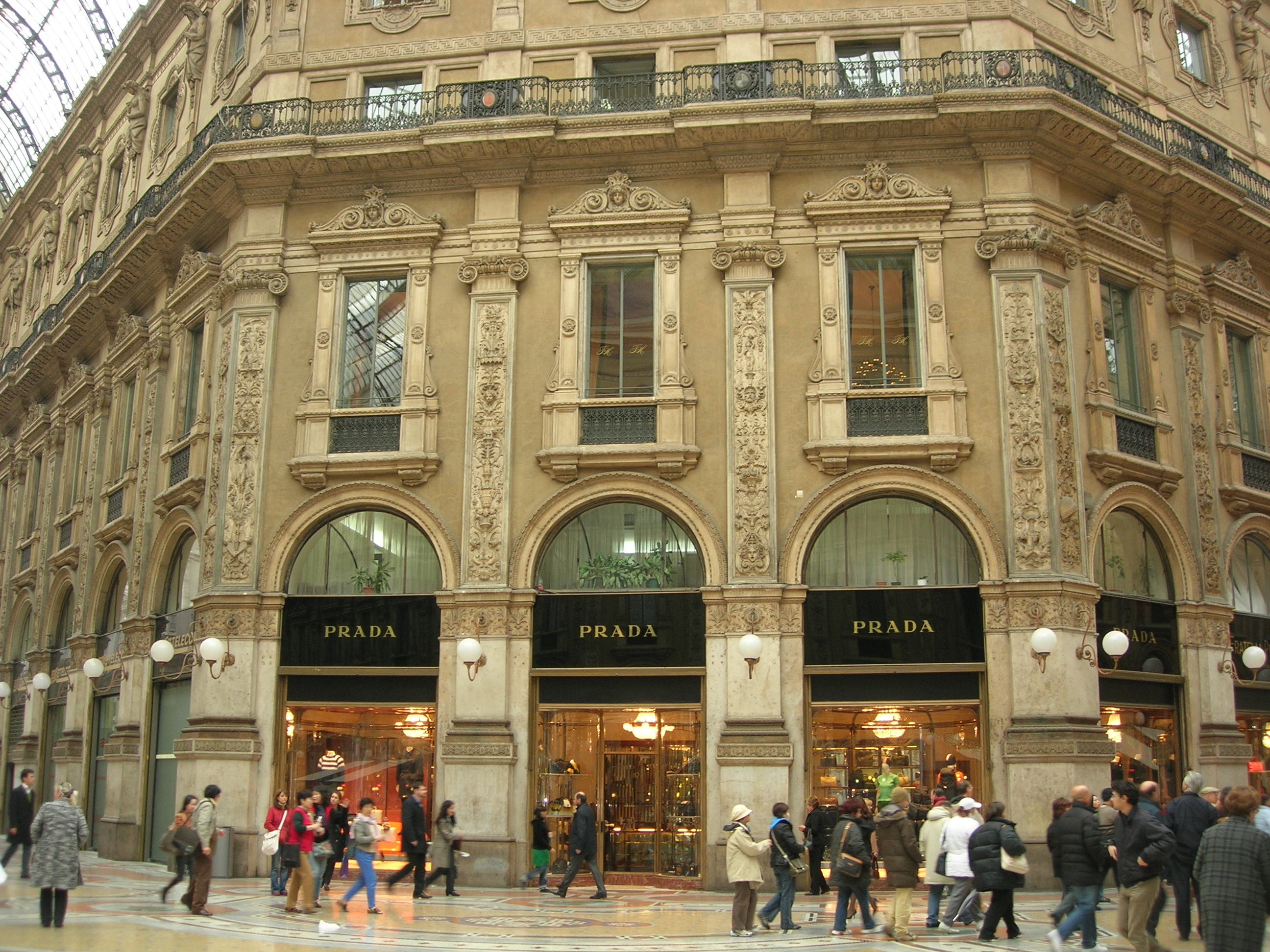
Prada-Boutique in der Galleria Vittorio Emanuele II in Mailand

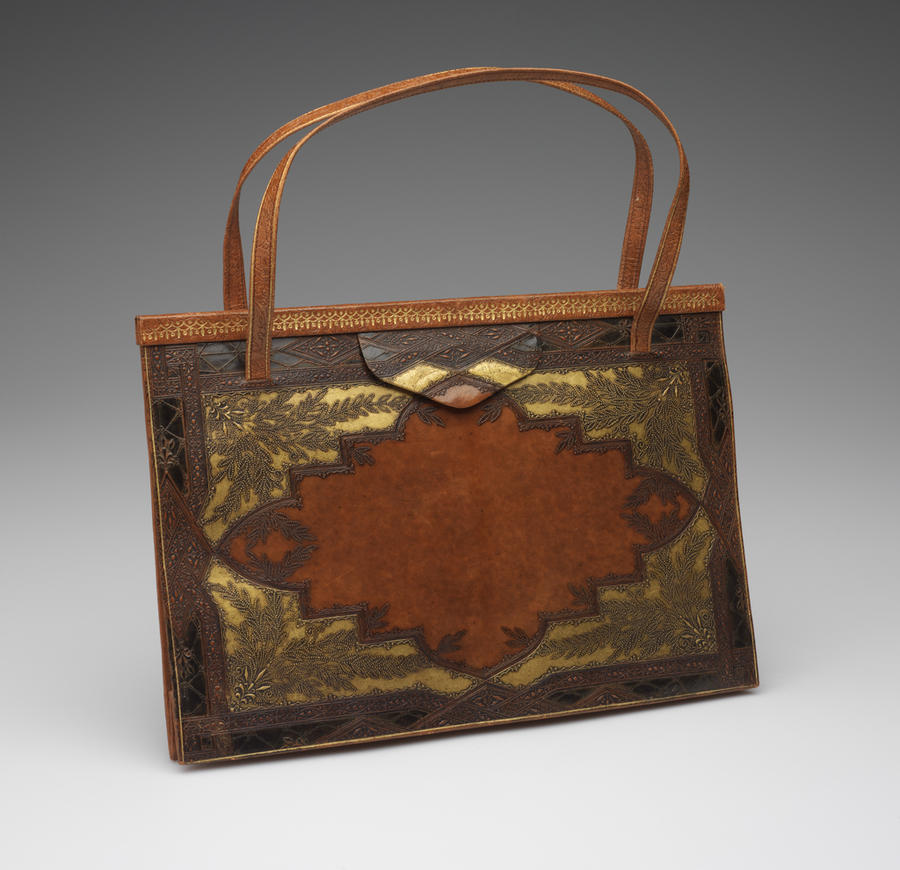
Prada Lederhandtasche aus den 1930er-Jahren

1913 eröffneten die Gebrüder Prada ein Geschäft in der eleganten Galleria Vittorio Emanuele II in Mailand. Zunächst konzentrierte sich Prada auf die Herstellung und den Verkauf von exklusiven Lederwaren, wie Handschuhe, Taschen und Koffer. Fratelli Prada wurde 1919 von Viktor Emanuel III. zum königlichen Hoflieferanten ernannt, was sich noch heute im erweiterten Logo des Unternehmens widerspiegelt, welches das Wappen des Hauses Savoyen und vier Achtknoten (Savoy-Knoten) abbildet.
Nach Mario Pradas Tod im Jahr 1958 übernahm seine Tochter Luisa die Führung der Firma. Im Jahr 1978 erbte die Enkelin des Firmengründers, Miuccia Prada (* 1949), zusammen mit ihren Geschwistern Alberto und Marina das Unternehmen von ihrer Mutter Luisa, die sich aus der Firma zurückzog, und begründete damit die erfolgreiche Ausweitung zum Modeunternehmen. Erst 1983 wurde ein zweites Prada-Geschäft, in der Via della Spiga in Mailand, eröffnet. Miuccia Prada erwarb sich ihr Ansehen und ihre Reputation durch den kreativen Umgang mit unterschiedlichen Stoffen und die schlichten, modernen Linien ihrer Kollektion von 1985 mit schwarz glänzenden Handtaschen aus Fallschirmnylon. Diese neuartigen Taschen waren sehr schnell überall äußerst begehrt und brachten eine weltweite Fälscherindustrie von nachgeahmten Prada-Produkten hervor.
Mit der Übernahme der Firmenleitung durch Miuccia Prada verwandelte sich das altehrwürdige, ehemals biedere Lederwarenunternehmen in wenigen Jahren in einen der weltweit führenden Modekonzerne. Miuccia Prada hatte 1978 den italienischen Geschäftsmann und damaligen Eigentümer eines Lederwaren-Betriebs in Arezzo, Patrizio Bertelli, auf einer Modemesse in Mailand kennengelernt, ihn als Zulieferer für Prada angeworben und ihn 1987 geheiratet. Bertelli, ein für sein Temperament berüchtigter Manager, trug maßgeblich zum wirtschaftlichen Erfolg des Unternehmens bei und ist CEO des Prada-Konzerns. Miuccia Prada ist Chef-Designerin und Vorsitzende (Chairman) des Board of Directors. Seit April 2020 ist der belgische Designer Raf Simons Co-Kreativdirektor in einer Doppelspitze mit Miuccia Prada.
Dem Unternehmen gehören auch die Marken Miu Miu, Church’s, The Original Car Shoe sowie ein Café in Mailand.

## Kollektionen

### Prada
Hauptkollektion

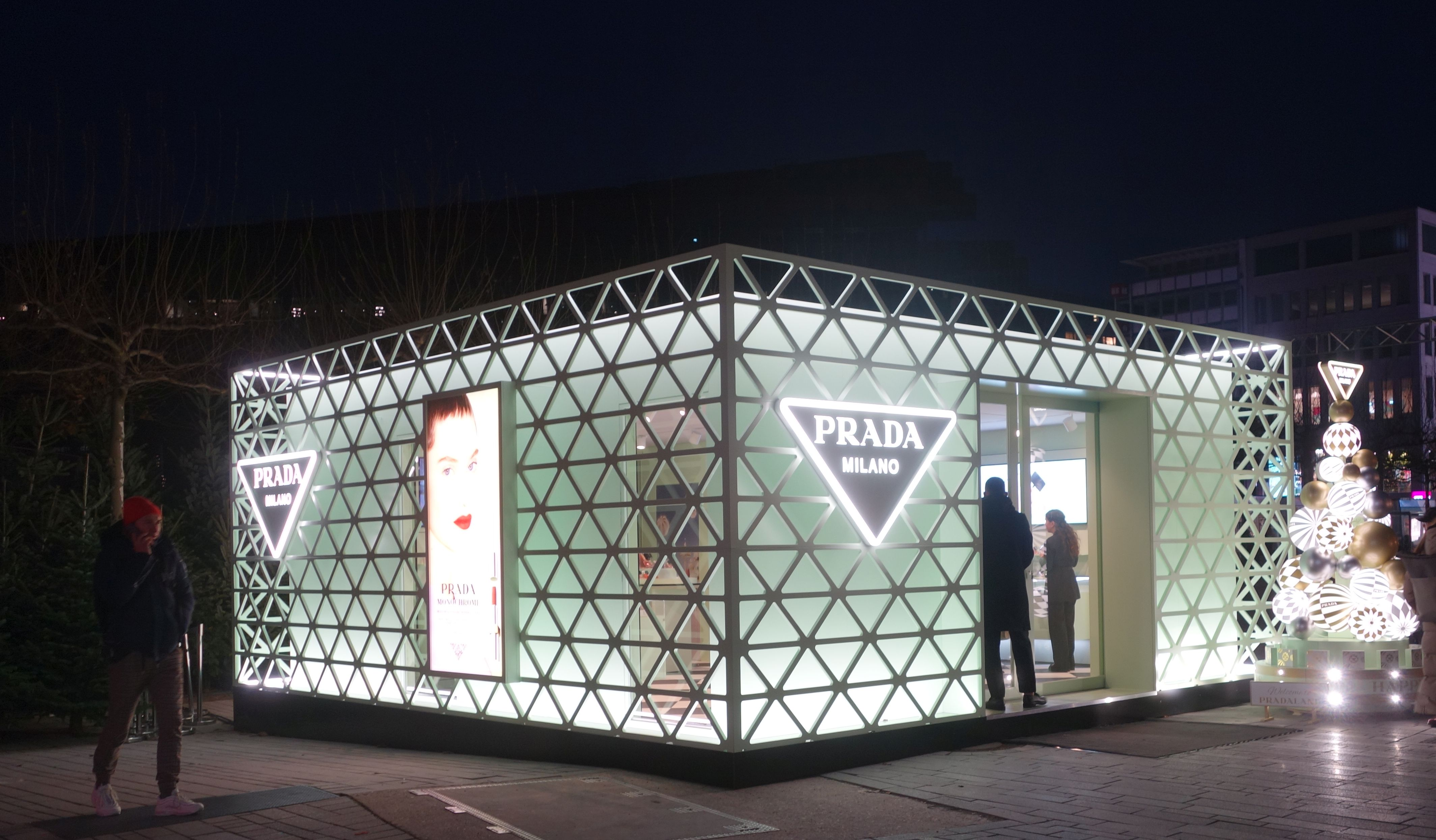
Prada-Werbepavillon zur Adventszeit in Düsseldorf, 2024

Miuccia Prada präsentierte 1984 einen hochpreisigen schwarzen Rucksack (Modell 'Vela') aus dem wasserdichten Nylonmaterial Pocone mit dem Prada-Logo in Form eines auf den Kopf gedrehten silber-farbenen Dreiecks, welcher sich nach einigen Jahren international so gut verkaufte und zum Prestige-Objekt avancierte, dass das schlichte Design auf Geldbeutel und Reisetaschen aus dem gleichen Material ausgeweitet wurde. Handtaschen aus Pocone, ursprünglich der Stoff für die Schutzhüllen der Lederwaren, hatte Miuccia Prada bereits 1978 entworfen.
Die Eröffnung von exklusiven Prada-Geschäften trug ab Anfang der 1980er Jahre entscheidend zum wachsenden Renommee des Hauses Prada bei. Pradas erste Prêt-à-porter-Kollektion für Damen wurde 1988 – auf Initiative von Patrizio Bertelli – von Miuccia Prada für die Herbst-/Winter-Saison von 1989 entworfen. Bis dahin hatte das Unternehmen keine Bekleidung hergestellt und erst 1979 mit der Produktion von Damen-Schuhen begonnen. Die schlichten, puristischen und modernen Linien dieser Kollektion in gedeckten Farben bildeten einen starken Kontrast zu den schrillen und sexualisierten Entwürfen anderer Marken dieser Zeit und führten nach einigen Jahren zu einem steilen Anstieg der Popularität der Marke Prada.
Prada gelangte in den frühen 1990er-Jahren mit einem vorwiegend an junge, modische Frauen gerichteten Look zu seiner modischen Vorrangstellung, der mit dicken Brillengläsern, geradezu altbackenen Stoffen und Schnitten im Retro-Stil sowie grellen Farben assoziiert und unter dem Begriff „Prada Ugly“ (dt. 'Prada-hässlich') bekannt wurde. 1993 kam die minimalistische Prada-Herrenkollektion hinzu, welche bis 1999 von dem britischen Designer Neil Barrett entworfen wurde. Prada hat eine bestimmte und bewusst intellektuelle Annäherung an den Modebegriff. In den Jahren 1993 und 2004 gewann Miuccia Prada in New York City den International Award des Council of Fashion Designers of America. 2004 äußerte die einflussreiche Chefredakteurin der amerikanischen Vogue, Anna Wintour, gegenüber Miuccia Prada: „Du bist der einzige Grund, weswegen wir alle [die internationale Presse] nach Mailand [zu den Modeschauen] kommen“.
Im Jahr 2000 wurde die erste Kollektion von Sonnen- und Korrektionsbrillen unter dem Namen Prada lanciert. Obwohl Prada nach wie vor Spitze im Bereich zeitgenössischer Mode bleibt, macht das Unternehmen den Großteil seines Umsatzes mit dem ursprünglichen Lederwarengeschäft, dem Verkauf von Schuhen und Handtaschen. Miuccia Prada steht dem Internet skeptisch gegenüber und so wurde die Prada-Webseite, obwohl schon ab 1997 online, erst Mitte der 2000er Jahre mit Inhalten versehen; einen eigenen Onlineshop mit schmalem Angebot gibt es seit 2007. Seit Ende der 2000er Jahre sind auch die Prada-Modenschauen online zugänglich. Prada-Mode wird zu 85 % in Italien produziert („Made in Italy“) und ist im obersten Preissegment angesiedelt.
Ende 2010 wurde das Prada Made In … Projekt gestartet, mit dem andere Herstellungsländer, wie bspw. Indien, Japan, Schottland oder Peru im Etikett des jeweiligen Artikels ausdrücklich erwähnt werden und in dessen Rahmen Miuccia Prada verkündete: „[Das Projekt] nimmt dem Ganzen die Heuchelei. […] Made in Italy – wen kümmert das?“ Das erste Parfüm von Prada, der Damenduft Prada, wurde 2004 in Zusammenarbeit mit der spanischen PUIG-Gruppe präsentiert. Der Herrenduft Prada Man folgte 2006. Seither sind weitere Düfte aus dem Hause Prada erschienen.
Von 2007 bis Ende 2009 gab es eine Zusammenarbeit mit dem südkoreanischen Mobiltelefon-Hersteller LG für die Produktion und den Vertrieb von Prada-Handys (Modelle LG KE850 und LG KF900). Die Zusammenarbeit wurde Ende 2011 erneuert, um 2012 das Android-Handy Prada Phone by LG 3.0 auf den Markt zu bringen.
Prada Linea Rossa (vormals Prada Sport)
1997 wurde die sportive Kollektion Prada Sport als Erweiterung der Hauptlinie und als Mischung zwischen Alltags- und Sportbekleidung für Damen und Herren lanciert und auf der Pitti Immagine präsentiert. Ein Markenzeichen ist der Prada-Schriftzug auf zumeist rotem Grund, welcher oftmals auch auf den Kleidungsstücken aufgenäht als Erkennungsmerkmal fungiert. 2006 wurde die Kollektion, die preislich unterhalb der Hauptlinie Prada angesetzt ist, in Prada Linea Rossa (dt.: 'rote Linie') umbenannt. Der überwiegende Teil der Sneakers dieser Kollektion wird in Vietnam gefertigt. Für das Label Prada Linea Rossa besteht bislang keine eigene Webseite. Die Kollektionsartikel werden bei den Mailänder Modenschauen in die Hauptkollektion integriert.

### Miu Miu
In Ergänzung zur ursprünglichen, hochpreisigen Prada-Linie führte die Firma 1993 die Damen-Kollektion Miu Miu ein, eine etwas preiswertere Zweitlinie für ein jüngeres Publikum. Die Miu-Miu-Linie, deren Namensgebung auf den Spitznamen von Miuccia Prada zurückgeht, betont Erdfarben und weniger einen Couture-Stil und weckt Erinnerungen an einen insgesamt eher unkonventionellen Stil. Die Miu-Miu-Linie nutzt in Werbekampagnen den Auftritt sehr junger Models in häuslicher Umgebung, um das Unkonventionelle dieser Modelinie noch besonders herauszustellen. Die Kleidung ist oft schlicht gehalten und erinnert permanent an exklusive und gleichzeitig „altmodische“ Kleidung im Retro-Stil.
Ab 2006 wurden die Kollektionen bei den Pariser Prêt-à-porter-Schauen gezeigt. Die Miu Miu Kollektion für Herren, 1998 lanciert, wurde 2007 mit der F/S-2008-Kollektion eingestellt, um sich auf die Damenmode zu konzentrieren. Miu Miu wird überwiegend in Italien produziert; die Handtaschen stammen zum Teil aus Fertigungsstätten in der Türkei und Rumänien. Für das Damen-Label Miu Miu besteht eine eigene Website.

## Konzern
Die Prada S.p.A. gehört neben weiteren Unternehmen zu 95 % zur Prada Holding BV, welche im Besitz der Familie Prada-Bertelli ist (Miuccia, Alberto und Marina gehörten bis zum Börsengang indirekt 65 %, Patrizio Bertelli besitzt 35 %). Die restlichen 5 % der Prada S.p.A. wurden im Juli 2006 für 100 Millionen Euro von der Banca Intesa gekauft. Nach dem Börsengang verringerte sich der Anteil der Banca Intesa auf knapp 1 %. Bertelli hatte bereits vor 2001 einen Börsengang von Prada geplant und in den folgenden Jahren drei Anläufe versucht – wie zuletzt im Oktober 2010 mit einem geplanten Gang an die Hongkonger Börse.
Mitte Juni 2011 wagte Prada den Börsengang in Hongkong und erzielte damit trotz schlechter Stimmung am Börsenmarkt immerhin 1,5 Mrd. Euro. Der Anteil der Familie Bertelli am Unternehmen verringerte sich dadurch von 94,9 % auf 82,5 %.
Prada unterhält in Italien 23 Fabrikationsstätten, sowie jeweils 1 in England, Frankreich und Rumänien. Inklusive Verkaufspersonal beschäftigt der Konzern rund 15.000 Mitarbeiter. Der Umsatz der Prada-Gruppe lag 2023 bei einem Reingewinn von 671 Millionen Euro bei 4,73 Milliarden Euro.

### Beteiligungen/Akquisitionen
Dem damaligen Trend anderer Unternehmen und Marken folgend, so viele Mode- und Luxus-Marken wie nur irgend möglich aufzukaufen, nahm Prada hohe Schulden auf, um 1999 das finanziell angeschlagene, in Rom beheimatete Mode-Unternehmen Fendi zu übernehmen. Man teilte sich den Aktienanteil an Fendi mit Louis Vuitton Moet Hennesy (LVMH). Prada gelang es nicht, das defizitäre Fendi-Unternehmen in die Gewinnzone zu steuern und verkaufte den Aktienanteil 2001 für 295 Mio. € an LVMH. Zu diesem Zeitpunkt wurde über eine Verschuldung des Hauses Prada in Höhe von 1,2 Mrd. € berichtet.
1998 kaufte sich Prada beim Konkurrenten Gucci mit 9,5 % des Gesamt-Aktienvolumens ein. Die spekulierte Übernahmeschlacht wurde schließlich von LVMH unter Bernard Arnault weitergeführt, an die der unterlegene Prada-Konzern – wenn auch gewinnbringend – seine Gucci-Anteile verkaufte, und 1999 von der Pinault Printemps Redoute Gruppe, die Gucci letztlich komplett übernahm, gewonnen. Andere akquirierte Marken, die unter dem Dach der Prada Holding firmierten, waren u. a. ab März 1999 Helmut Lang, welche im März 2006 unter Verlust an die japanische Link-Theory Holding verkauft wurde und ab August 1999 Jil Sander, welche im Februar 2006 nach Verlusten an einen britischen Finanzinvestor veräußert wurde. Ebenso 1999 wurde der englische Schuhhersteller Church’s übernommen, wovon 2003 aus Liquiditäts-Gründen 55 % an eine Schweizer Beteiligungsgesellschaft verkauft werden mussten, die jedoch 2006 von Prada wieder zurückgekauft wurden.
2000 kaufte sich Prada beim Pariser Modelabel Azzedine Alaïa ein; 2007 kaufte der tunesisch-französische Designer das nach ihm benannte Label von Prada wieder zurück. Im April 2001 akquirierte Prada den italienischen Schuhhersteller (The Original) Car Shoe.
Im Juli 2001 übernahm Prada die italienische Modemarke Genny mit dem Label Byblos und den dazugehörigen Produktionsanlagen in Ancona. Nachdem Byblos bereits 2002 weiter veräußert worden war, wurde Genny 2004 eingestellt, die Markenrechte blieben allerdings bei Prada. Ende der 2000er Jahre bezeichnete Bertelli die Akquisitions-Geschäfte des Konzerns ab den späten 1990ern als Fehler. Seit 2007 setzt sich das Portfolio des Konzerns aus den Marken Prada, Miu Miu, Church’s und Car Shoe zusammen. Im Jahr 2014 übernahm die Prada-Gruppe den traditionsreichen Mailänder Feinbäcker Pasticceria Marchesi.
2025 erwarb Prada den italienischen Modekonzern Versace.

### Luna Rossa

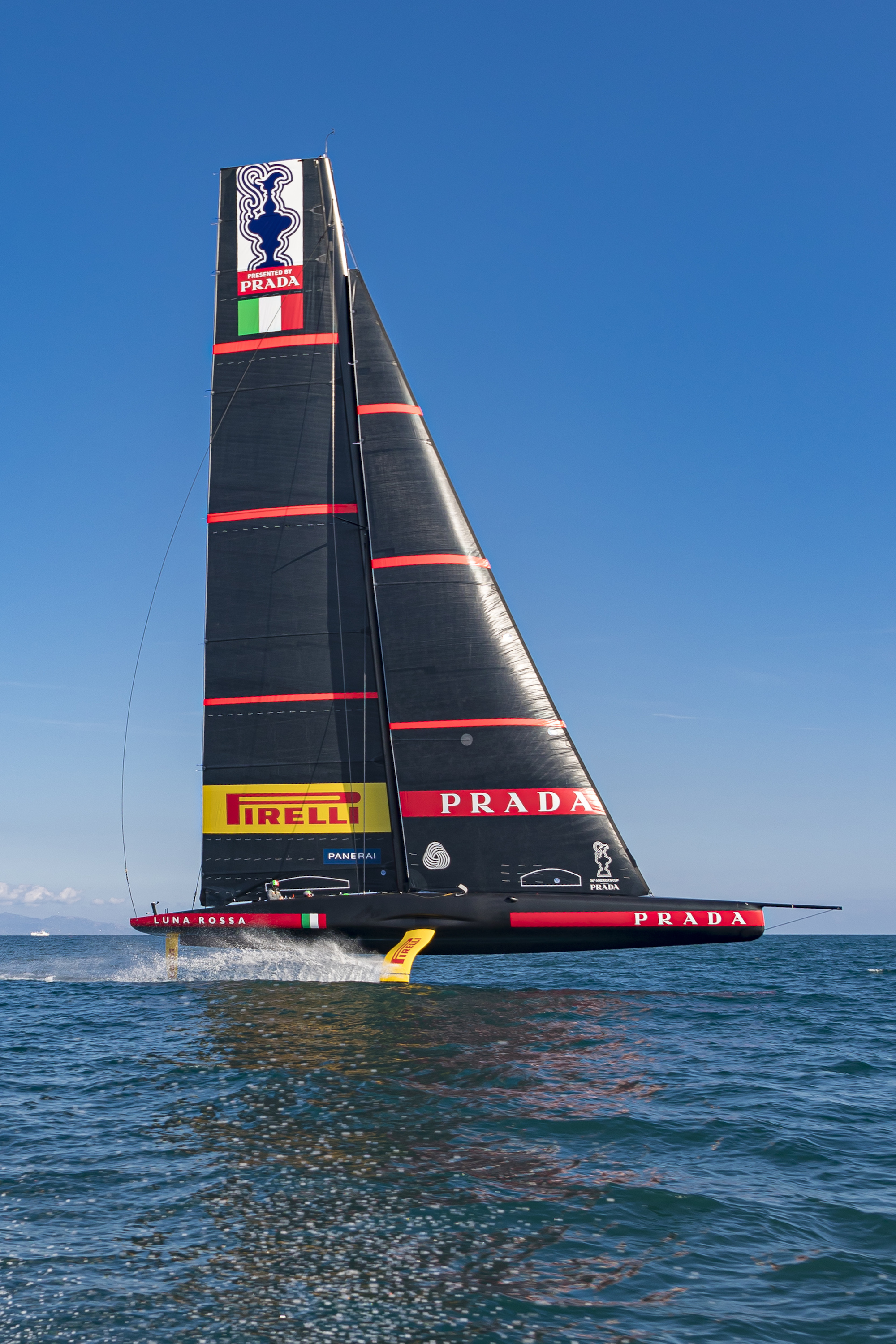
Die Yacht Luna Rossa im Jahr 2019

Seit 1997 engagiert sich der Ehemann von Miuccia Prada, Patrizio Bertelli, im Segelsport. Seine Yacht Luna Rossa nahm 2000, 2003 und 2007 am America’s Cup teil. Zu diesem Anlass erscheint jeweils eine kleine Prada Luna Rossa Sportkollektion für Damen und Herren. Seit 2012 sind auch mehrere von Daniela Andrier kreierte Herrendüfte danach benannt.

### Fondazione Prada
Die Fondazione Prada (anfänglich: Milano Prada Arte), ein Museums- und Ausstellungskomplex am Largo Isarco im Viertel Corvetto in Mailand, ist ein Projekt von Miuccia Prada und Patrizio Bertelli und wurde 1993 gegründet.

## Prada in den Medien
- 2003 erschien der Roman Der Teufel trägt Prada von Lauren Weisberger und 2006 der darauf basierende gleichnamige Film unter der Regie von David Frankel.
- 2005 gründete sich die US-amerikanische christliche Metalcore-Band The Devil Wears Prada (deutsch „Der Teufel trägt Prada“).
- Eine 2005 in Zusammenarbeit mit Miuccia Prada eingeweihte Installation der skandinavischen Künstler Michael Elmgreen und Ingar Dragset namens Prada Marfa bei Marfa stellt eine unzugängliche Prada-Boutique am Straßenrand inmitten der texanischen Wüste dar.
- 2009 wurde ein 706 Seiten dickes Buch mit dem Titel Prada von Miuccia Prada und Patrizio Bertelli präsentiert, das die 30-jährige Erfolgsgeschichte der Modesparte des Unternehmens beschreibt und bebildert.
- Der Prada Transformer war eine in Zusammenarbeit mit Rem Koolhaas entwickelte, begehbare Skulptur aus von einer weißen Membran umhüllten Stahlträgern mit verschiedenformigen Grundflächen in Seoul, welche je nach Positionierung des Gebildes ihre Form verändern konnte und für eine Zeit von sechs Monaten als Ausstellungsort für die Themen Kunst, Kino, Mode und Kultur diente, bevor sie wieder abgerissen wurde.[38][39][40][41]

## Boutiquen

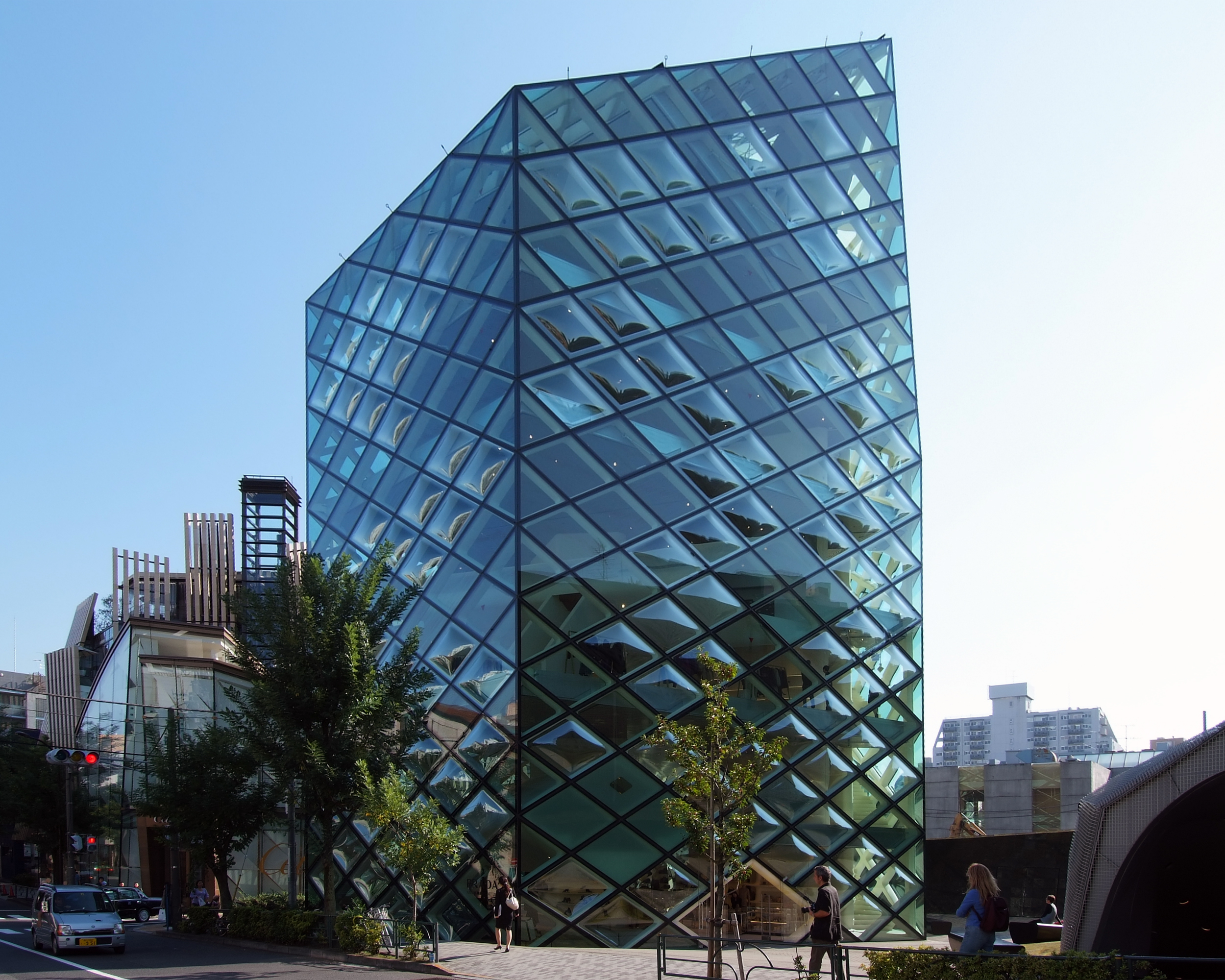
Von Herzog & de Meuron entworfene Prada-Boutique im Mode-Viertel Aoyama von Tokio

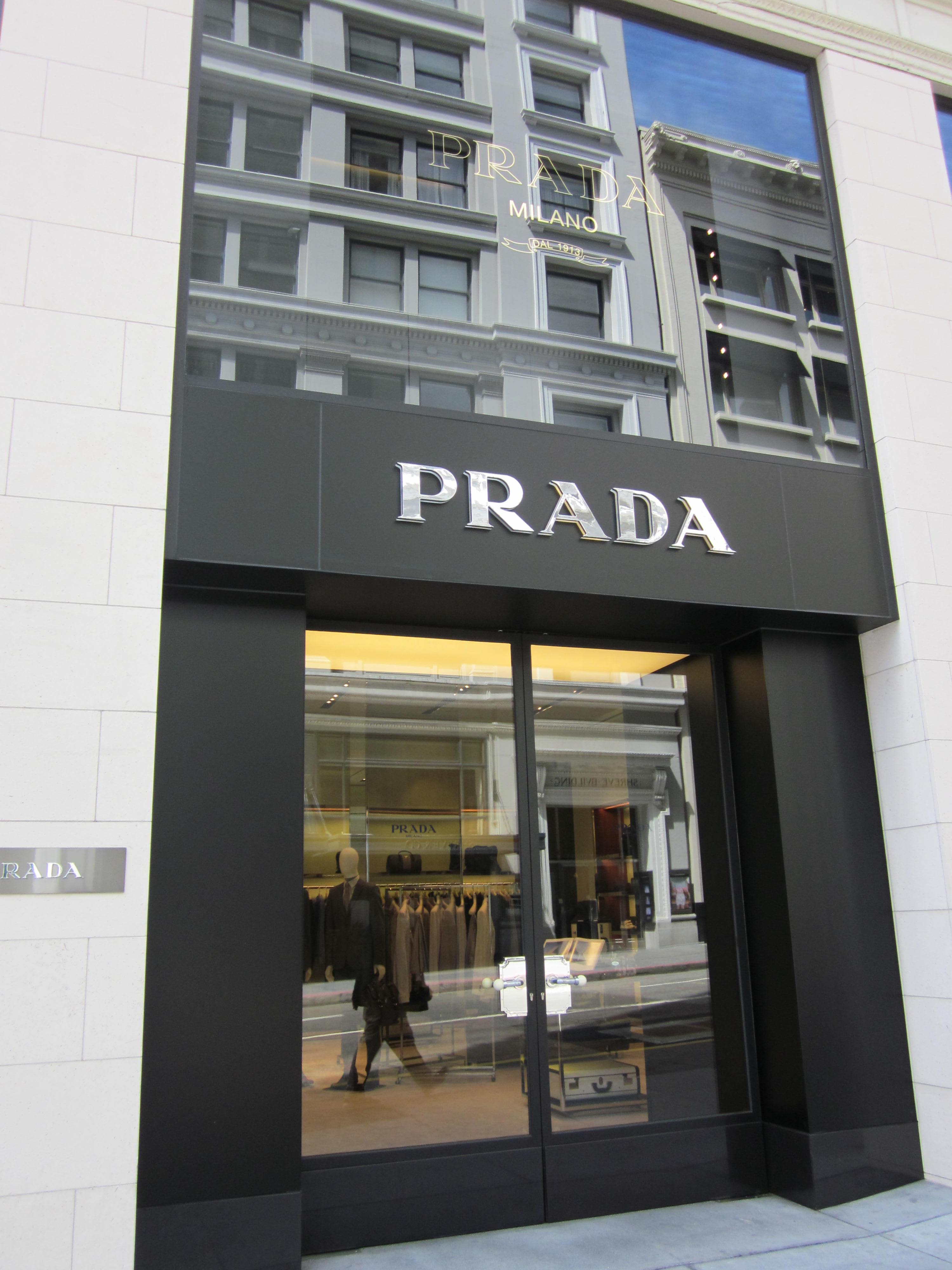
Prada-Boutique in San Francisco

Für die zum Konzern gehörenden Marken (Prada, Miu Miu, Church’s, Car Shoe) unterhielt Prada Ende 2010 in 76 Ländern 319 eigene Boutiquen; hinzu kamen 33 von Partnern geführte Prada (27×) und Miu Miu Boutiquen (6×). Davon fielen 36 Geschäfte auf die Schuh-Marke Church’s und fünf Geschäfte auf die Schuh-Marke Car Shoe (in Mailand, Rom, Capri und Singapur). Ein großer Teil der Prada und Miu Miu Points of Sale sind sogenannte Shops-in-Shop, kleine Boutiquen in größeren Kaufhäusern. Die luxuriösen und architektonisch aufwendigen, unter anderem von Rem Koolhaas gestalteten, Prada-Flagshipstores in New York (seit 2001), Tokio (2003), Beverly Hills (2004) werden Epicenters (dt.: Epizentren) genannt. Bereits 1986 wurde ein Prada-Geschäft auf der Madison Avenue in New York eröffnet.
In den deutschsprachigen Ländern existieren die folgenden Geschäfte:
Deutschland
- Berlin (Kaufhaus des Westens), Prada Shop-in-Shop Taschen und Accessoires
- Berlin (Kaufhaus des Westens), Prada Damen-Schuhe
- Berlin (Kaufhaus des Westens), Miu Miu Shop-in-Shop
- Berlin (Kurfürstendamm 186), Prada
- Düsseldorf (Königsallee 34 A), Prada
- Düsseldorf (Königsallee 18), Miu Miu
- Frankfurt am Main (Goethestraße 9), Prada Woman
- Frankfurt am Main (Goetheplatz 9–11), Prada Man
- Frankfurt am Main (Goethestraße 29), Miu Miu Damen-Accessoires
- Hamburg (Neuer Wall 32), Prada
- München (Residenzstraße 10), Prada
- München (Oberpollinger), Prada Shop-in-Shop
- München (Oberpollinger), Miu Miu Shop-in-Shop
- Metzingen (Reutlinger Straße 73), Prada Outlet Store[44]

Österreich
- Wien (Weihburggasse 9), Prada
- Wien (Tuchlauben 7), Miu Miu
- Salzburg (Alter Markt 13–14), Prada

Schweiz
- St. Moritz (Via Maistra 25), Prada
- St. Moritz (Palace Hotel), Miu Miu Damen
- St. Moritz (Via Serlas 24), Church’s
- Genf (Rue du Rhône 49–51), Prada
- Zürich (Bahnhofstrasse 42), Prada
- Lugano (Via Nassa 44), Prada

Darüber gibt es – zumeist in Outlet-Centern – Prada-Outlets mit preisreduzierter Ware, bspw. in Roermond.